# Кау (пустыня)

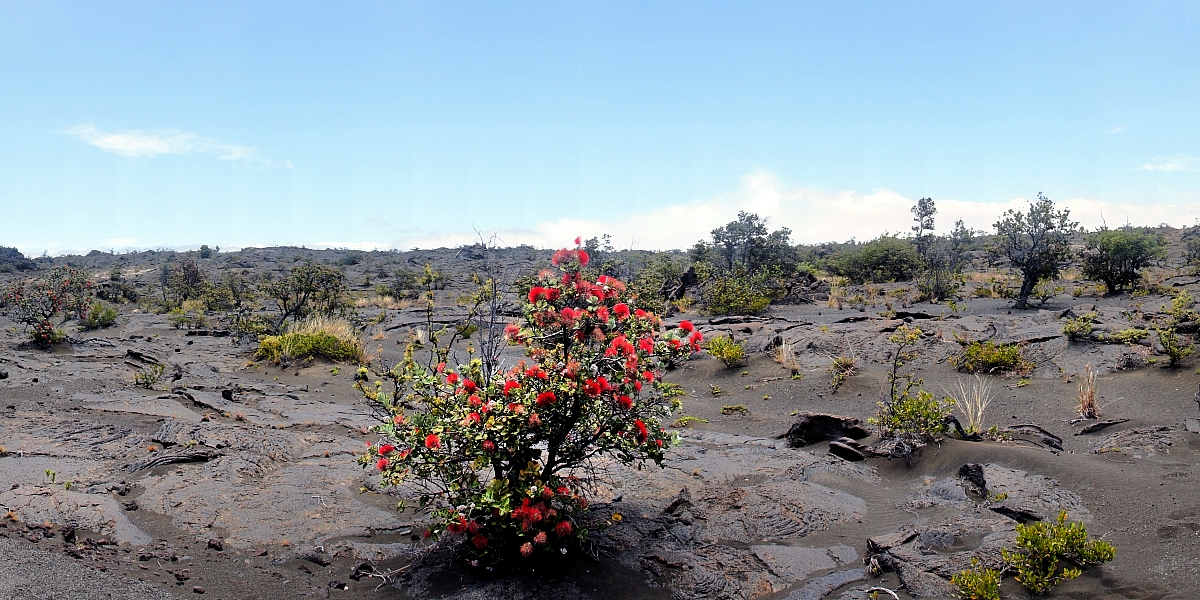
Пустыня Кау, Гавайи (остров)

Пустыня Кау (англ. Kaʻū Desert) — вулканическая пустыня на подветренной стороне вулкана Килауэа в юго-восточной части острова Гавайи, самый южный его район — Кау. Пустыня в основном покрыта вулканическими отложениями, растительность угнетена из-за вулканического нагрева грунта, вога и кислотных дождей.

## Климат
Кау это особый тип вулканической пустыни.
От классической пустыни, где испарение в несколько раз превышает количество осадков (которое обычно не превышает 200 мм в год) она отличается тем, что:
- сумма годовых осадков здесь превышает 1000 мм[1].
- вулканические газы из Килауэа создают вог и образуют кислые дожди, что подавляет рост растений[2].
- вода быстро испаряется на чёрной лаве нагреваемой солнцем
- лавовые отложения и трещины крайне проницаемы для дождевой воды[3]

## Пустыня в национальном парке
Через пустыню Кау проложены туристические маршруты Гавайского вулканического национального парка.
Пустыню пересекает шоссе № 11, соединяющее Хило и Каилуа-Кона.
Через пустыню проходит рифтовый вулканический разлом (Рифтовая зона) Килауэа.
В последние годы из-за пассатов от дымящего кратера Халемаумау через пустыню проходит интенсивный вог и некоторые маршруты закрывают для туристов.

## История извержений

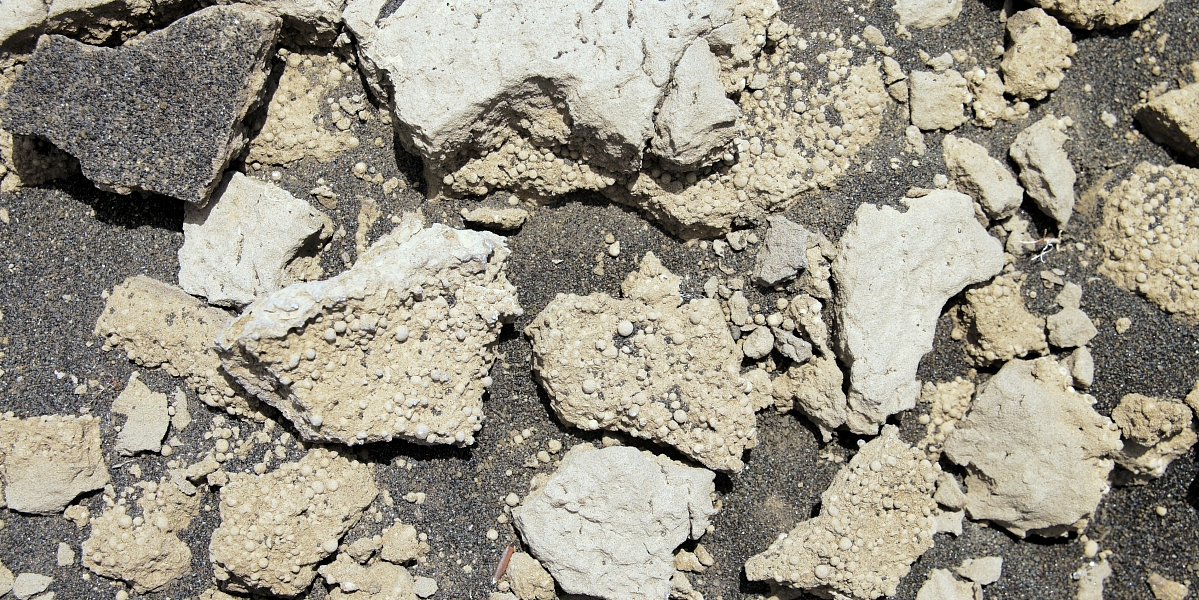
Исторический пепел извержения Килауэа 1790 года

В 1790 году произошло одно из самых разрушительных извержений в истории Гавайев. В результате него поднялась огромная туча вулканического пепла, которая под действием дождя и аккреции превратилась в глинистые шарики (лапилли).
Газы и пепел этого извержения погубили войско врагов вождя Камеамеа, что ускорило его приход к власти. Не менее 80 воинов задохнулись, а их следы сохранились в золе.

## Список литературы
1. ↑  Schiffman, Peter. Acid-fog deposition at Kilauea volcano: A possible mechanism for the formation of siliceous-sulfate rock coatings on Mars (англ.) // Geology : journal. — Геологическое общество Америки, 2006. — November (vol. 34, no. 11). — P. 921—924. — doi:10.1130/G22620A.1. Архивировано 29 августа 2008 года.
2. ↑  Let's Go, Inc.; Let's Go, Inc. Let's Go Hawaii: On a Budget (неопр.) / Sara Joy Culver; Michael E Steinhaus. — 4. — MacMillan, 2006. — С. 213. — ISBN 978-0-312-36090-0. Архивировано 24 июля 2023 года.
3. ↑  Craddock, Robert A. Analyses of Rock Size-Frequency Distributions and Morphometry of Modified Hawaiian Lava Flows: Implications for Future Martian Landing Sites (англ.) : journal. — Lunar and Planetary Institute, 2000. Архивировано 4 марта 2021 года.
4. ↑  Closed Areas and Advisories Архивная копия от 9 февраля 2010 на Wayback Machine on Hawaii Volcanoes National Park web site
5. ↑  Keonehelelei — the falling sands Архивная копия от 9 августа 2013 на Wayback Machine Hawaii Volcanoes National Park Archaeological Inventory of the Footprints Area, Jadelyn Nakamura, 2003